# Jermaine Kearse
Pour les articles homonymes, voir Kearse.
(en) Statistiques sur pro-football-reference
Jermaine Kearse, né le 6 février 1990 à Lakewood, est un joueur américain de football américain professionnel qui a évolué pendant huit saisons au poste de wide receiver en National Football League (NFL).
Au niveau universitaire, il joue pendant quatre saisons pour les Huskies de Washington dans la NCAA Division I FBS avant d'être engagé en 2012 en tant qu'agent libre non drafté par la franchise des Seahawks de Seattle. Il y reste pendant cinq saison et y remporte le Super Bowl XLVIII en battant les Broncos de Denver. Kearse joue deux saisons supplémentaires en NFL pour les Jets de New York (2017-2018). 
En 2019, il rejoint les Lions de Détroit mais manque la saison entière en raison d'une grave blessure ce qui le pousse à prendre sa retraite de la NFL en septembre 2020.

## Carrière professionnelle
Le 28 avril 2012, Kearse est engagé par les Seahawks de Seattle comme agent libre non sélectionné à la draft. Après sa saison rookie, il subit une chirurgie lasik afin d'améliorer sa vision.
Le 2 février 2014, il joue un rôle important dans la victoire des Seahawks lors du Super Bowl XLVIII en inscrivant un touchdown lors du troisième quart temps après avoir évité plusieurs plaquages.
Le 1er septembre 2017, Kearse et un choix de deuxième tour de la draft 2018 sont échangés aux Jets de New York contre le defensive tackle Sheldon Richardson.
Le 6 juin 2019, il s'engage avec les Lions de Détroit. Le 8 août 2019, il se casse la jambe et se blesse à la cheville lors du premier match de l'avant saison 2019. Il est placé sur la liste des réservistes blessés deux jours plus tard.
Il annonce prendre sa retraite de la NFL le 29 septembre 2020.

## Statistiques

### Universitaires
| Année  | Équipe                | MJ |     | Passes réceptionnées | Passes réceptionnées | Passes réceptionnées | Passes réceptionnées |       | Courses | Courses | Courses | Courses |
| Année  | Équipe                | MJ | Nb. | Yards                | Moy.                 | TD                   | Nb.                  | Yards | Moy.    | TD      |         |         |
| 2008   | Huskies de Washington | 12 | 20  | 0 301                | 15,1                 | 02                   | -                    | -     | -       | -       |         |         |
| 2009   | Huskies de Washington | 12 | 50  | 0 866                | 17,3                 | 08                   | 1                    | 2     | 2,0     | 0       |         |         |
| 2010   | Huskies de Washington | 13 | 63  | 1 005                | 16,0                 | 12                   | -                    | -     | -       | -       |         |         |
| 2011   | Huskies de Washington | 13 | 47  | 0 699                | 14,9                 | 7                    | 2                    | 13    | 6,5     | 1       |         |         |
| Totaux | Totaux                | 50 | 180 | 2 871                | 16,0                 | 29                   | 3                    | 15    | 5,0     | 1       |         |         |

### Professionnelles
| Année  | Équipe              | MJ |     | Passes réceptionnées | Passes réceptionnées | Passes réceptionnées | Passes réceptionnées |       | Courses | Courses | Courses | Courses |
| Année  | Équipe              | MJ | Nb. | Yards                | Moy.                 | TD                   | Nb.                  | Yards | Moy.    | TD      |         |         |
| 2012   | Seahawks de Seattle | 07 | 03  | 031                  | 10,3                 | 0                    | -                    | -     | -       | -       |         |         |
| 2013   | Seahawks de Seattle | 15 | 22  | 346                  | 15,7                 | 4                    | -                    | -     | -       | -       |         |         |
| 2014   | Seahawks de Seattle | 15 | 38  | 537                  | 14,1                 | 1                    | 2                    | 15    | 7,5     | 0       |         |         |
| 2015   | Seahawks de Seattle | 16 | 49  | 685                  | 14,0                 | 5                    | -                    | -     | -       | -       |         |         |
| 2016   | Seahawks de Seattle | 16 | 41  | 510                  | 12,4                 | 1                    | -                    | -     | -       | -       |         |         |
| 2017   | Jets de New York    | 16 | 65  | 810                  | 12,5                 | 3                    | -                    | -     | -       | -       |         |         |
| 2018   | Jets de New York    | 14 | 37  | 371                  | 10,0                 | 1                    | -                    | -     | -       | -       |         |         |
| Totaux | Totaux              | 69 | 255 | 3 290                | 12,9                 | 17                   | 2                    | 15    | 7,5     | 0       |         |         |

## Carrière d'entraîneur
En novembre 2020, Kearse est engagé comme assistant de programme par son ancienne équipe universitaire, les Huskies de Washington.

## Vie personnelle
Kearse est marié avec Marisa. Le couple a deux filles.